# トリノ大学
トリノ大学（トリノだいがく、University of Turin、Università degli Studi di Torino）は、イタリア北西部のピエモンテ州トリノにある国立大学。ヨーロッパで最も伝統があり、ノーベル賞受賞者を複数輩出した、格式高い名門大学の一つである。現在は12の学部と55の学科からなる。また国連との共同プログラムを設立する等の先進的な取組でも知られる。

## 歴史
トリノ大学は、ルドヴィーコ・ディ・サヴォイア公の治世下、1404年にスタジアムとして創設された。1427年から1436年にかけて大学の機能はキエーリ及びサヴィリアーノに移った。1536年に一次閉学したが、エマヌエーレ・フィリベルトによって再建され、ボローニャ大学をモデルとした近代的な大学組織になった。その後、ヴィットーリオ・アメデーオ2世によって改革がなされ、大学は大きく発展した。またこの頃、非トリノ在住者を対象とした、プロビンス・カレッジができた。
アメデーオ2世による改革によって、トリノ大学は世界中の大学から参考にされる大学となった。その後18世紀に学部数や寄付金の額が増大し、イタリアで最も注目される大学になると同時に、イタリアの実証主義の中心地となった。この頃在籍した著名な学者には、チェーザレ・ロンブローゾやアルトゥーロ・グラフらがいる。
20世紀になると、トリノ大学はイタリアの反ファシズムの中心地となり、戦後は生徒数が増えキャンパスの改善も進んだ。イタリアの教育省や地方機関など他の研究機関と協定を結ぶことで、20世紀末には新たな発展を遂げた。
1990年代末、アレッサンドリア、ノヴァーラ、ヴェルチェッリの各キャンパスは独立し、1998年に新たに東ピエモンテ大学として再編された。

## 学部
トリノ大学には、次の12の学部がある。
- 農学部
- 経済学部
- 教育学部
- 外国語学部
- 法学部
- 哲学部
- 自然科学部
- 医学部
- 薬学部
- 政策科学部
- 心理学部
- 獣医学部

## 卒業生
- ジョヴァンニ・スキアパレッリ - 天文学者、ブレラ天文台長
- チェーザレ・ロンブローゾ - 心理学者
- ヴィンチェンツォ・チマッティ - 教育者
- ピエロ・スラッファ - 経済学者
- アウレリオ・ペッチェイ - ローマクラブ創立者、オリベッティ社長
- チェーザレ・パヴェーゼ - 小説家、詩人
- リータ・レーヴィ＝モンタルチーニ - 神経学者、ノーベル生理学・医学賞受賞者
- マッシモ・ミラ - 音楽学者
- サルバドール・エドワード・ルリア - 微生物学者、ノーベル生理学・医学賞受賞者
- レナート・ドゥルベッコ - 微生物学者、ノーベル生理学・医学賞受賞者
- ジャンニ・アニェッリ - フィアット会長、ユヴェントス名誉会長
- ウンベルト・エーコ - 哲学者、ボローニャ大学教授
- ジョヴァンニ・ゴリーア - 69代イタリア共和国首相
- カロリーナ・コストナー ‐ フィギュアスケート選手
- ジョルジョ・キエッリーニ - ユヴェントスFC所属のサッカー選手
- イタロ・カルヴィーノ - 作家
- プリーモ・レーヴィ - 作家